# エンリコ・チャルディーニ
エンリコ・チャルディーニ(イタリア語: Enrico Cialdini, 1811年8月8日‐1892年9月8日)は、イタリアのイタリア統一運動時代の軍人、政治家、外交官、愛国者である。
サルデーニャ軍の指揮官として第一次イタリア独立戦争・第二次イタリア独立戦争・第三次イタリア独立戦争を戦い、カステルフィダルドの戦いやガエータ攻略、アスプロモンテの戦いなどリソルジメント史の中でも分岐点となった重要な戦いを勝利に導いた。
文献によって表記揺れがあり、エンリーコ・チャルディーニ、エンリコ・チャルディニとも。

## 生涯

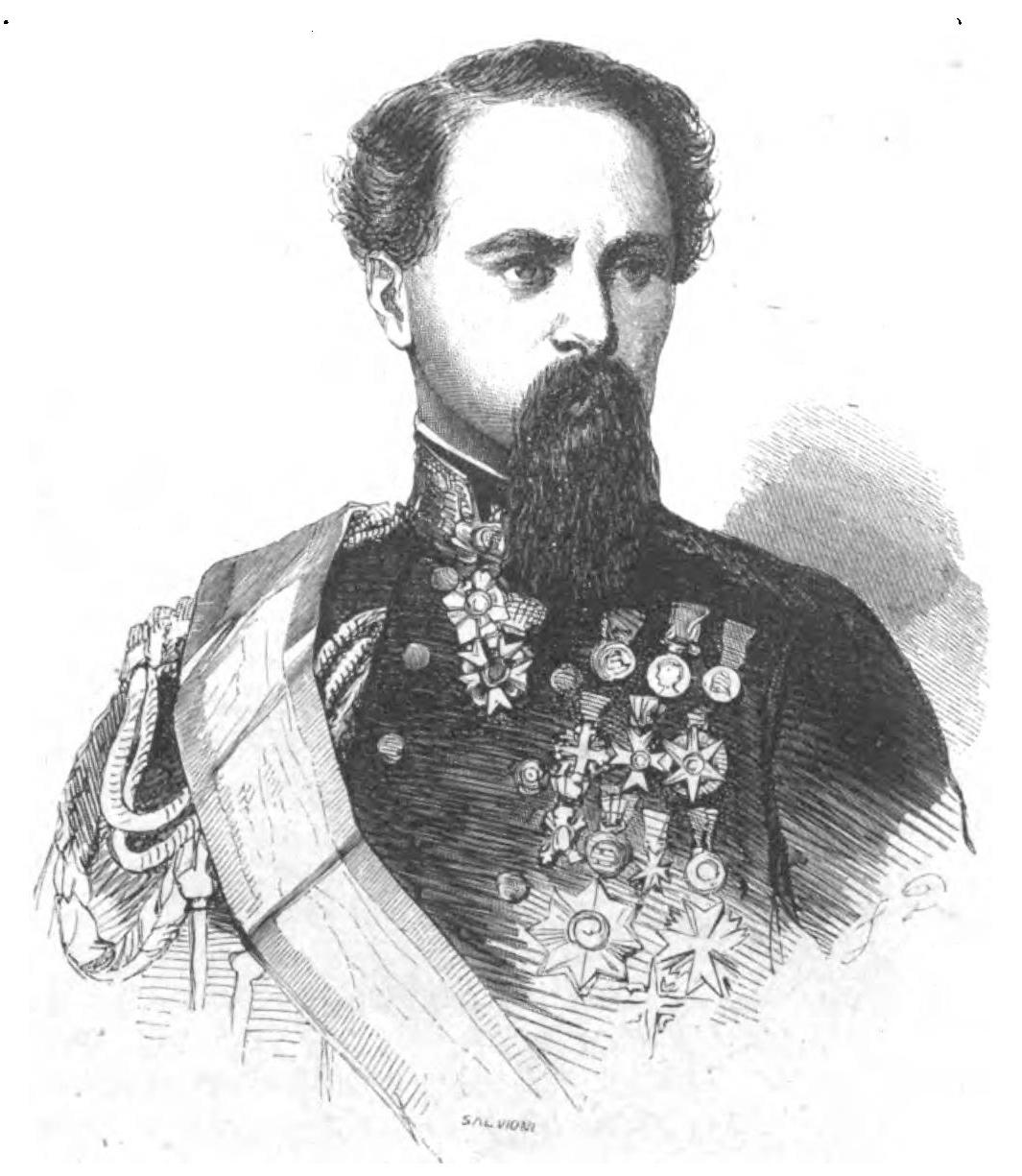
1861年、議員としてのチャルディーニの肖像画

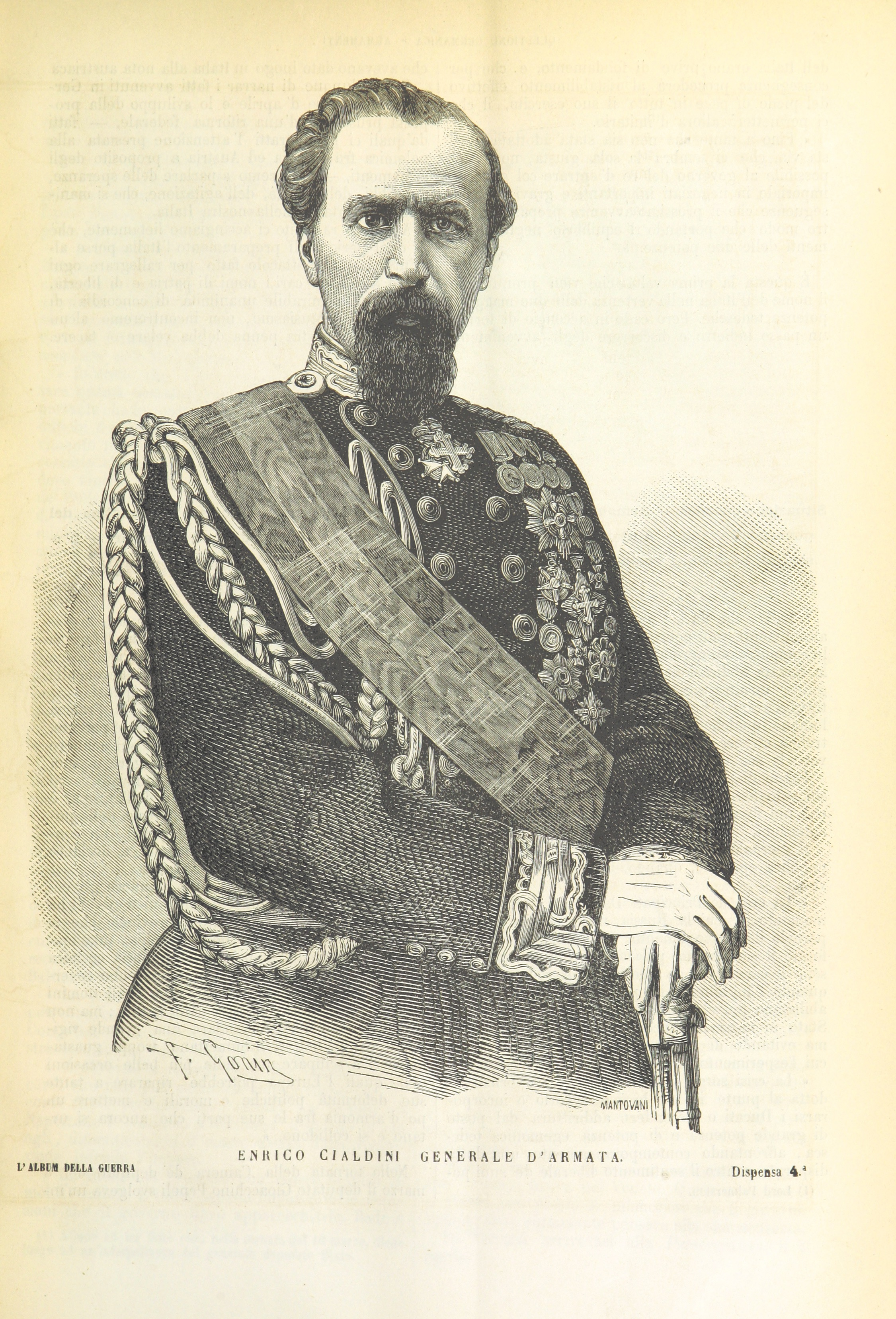
1866年時点のチャルディーニの肖像画

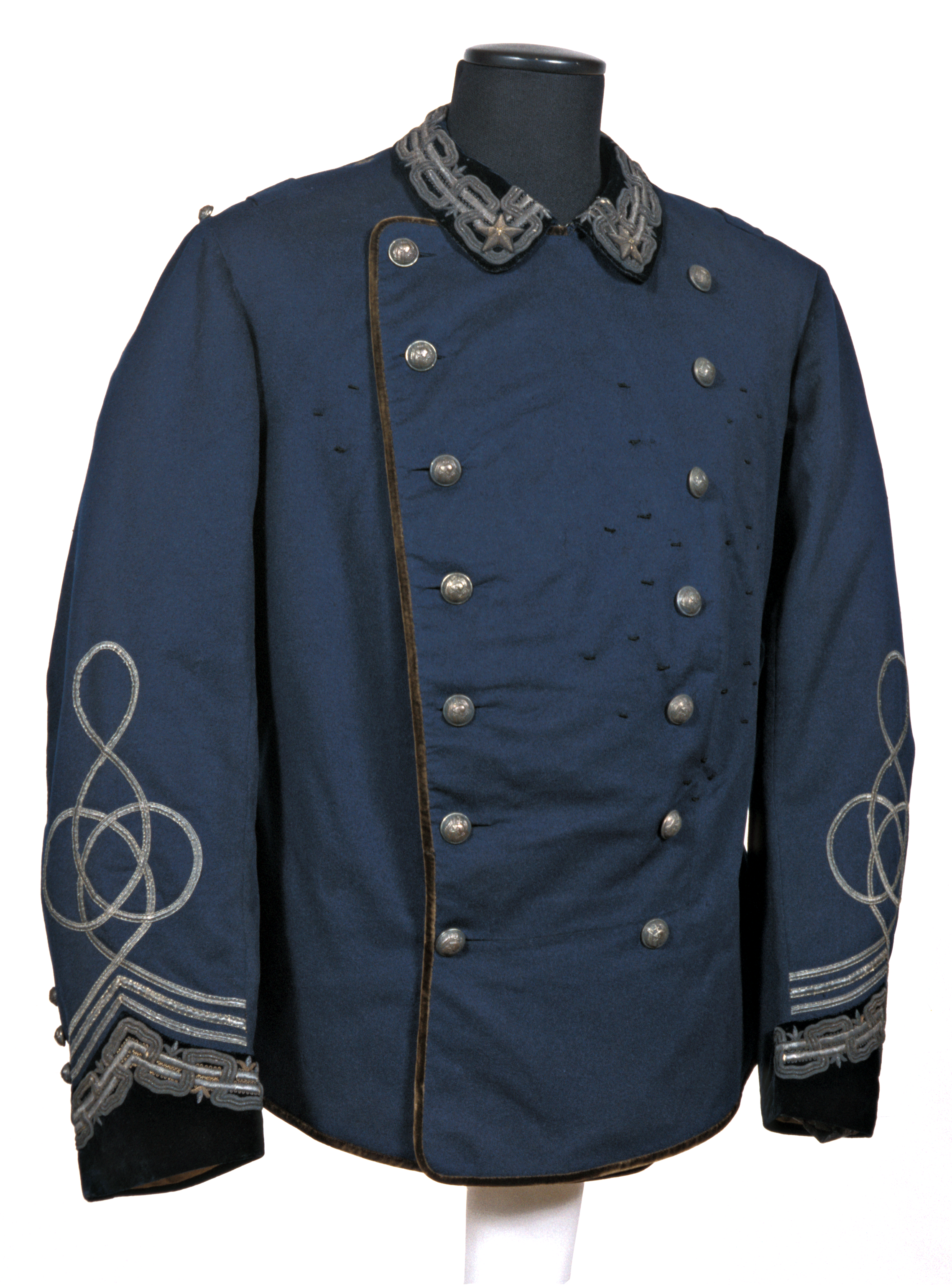
チャルディーニが所有していた軍服（リソルジメント市民博物館所蔵）

### 幼少期から青年期
1811年、当時まだナポレオン体制下フランスの影響下に置かれていたモデナ＝レッジョ公国の都市カステルヴェトロ・ディ・モーデナにて、技術者のジュゼッペとスペイン出身のルイジア・サンティアン・イ・ヴェラスコの間に生まれた。生後数年してレッジョ・エミリア近郊に引っ越し、チャルディーニは幼少期をここで過ごしている。
青年期は医師を目指し医学を学んでいたが、1831年に中部イタリア革命が発生。モデナ公フランチェスコ4世はマントヴァへ逃亡し、レッジョ・エミリアでは軍人のカルロ・ズッキが臨時政府が発足させた。この動乱に巻き込まれたチャルディーニはフランス、次にポルトガルへの亡命を余儀なくされ、その後軍人となる。さらにスペインに渡ってカルリスタ戦争に参戦した。

### イタリア統一における活躍
1845年ごろにスペインにてマリア・マルティネス・デ・レオンと結婚し、その後はイタリアに戻り入隊。第一次イタリア独立戦争ではサルデーニャ軍の将校としてジャコモ・デュランド将軍などとともに参戦。チャルディーニが指揮をした戦いとしては、ダニエーレ・マニンらが主導するサン・マルコ共和国を防衛するため、ジョバンニ・デュランドなど元教皇軍だった愛国的志願兵と専制主義を志向するヨーゼフ・ラデツキー率いるオーストリア帝国軍との間でヴィンチェンツァで繰り広げられたモンテべリコの戦い、第一次イタリア独立戦争におけるサルデーニャ王国の敗戦が濃厚となったノヴァーラの戦いなどが挙げられる。
敗戦後、チャルディーニはサルデーニャ王国に残り、1853年にはクリミア戦争に参加。パトリス・ド・マクマオン率いるフランス軍などと戦略を共にした。
第二次イタリア独立戦争では、戦争初期の1859年5月31日に起こったパレストロの戦いをはじめ、1860年9月にはカステルフィダルドの戦いおよびアンコーナ包囲戦を指揮して教皇軍を撃退し、アンコーナやペルージャなどの重要な都市を奪取、マルケやウンブリアなど教皇領の大部分の併合に導いた。この功績があり、翌月には陸軍大将に昇格。そのままヴィットーリオ・エマヌエーレ2世の指示で南イタリアへと赴いてマチェローネの戦いやガリリアーノの戦いで両シチリア王国軍を破った。その後、フランスやスペインの支援を受けてフランチェスコ2世が立てこもるガエータを攻略し（ガエータ攻略）、両シチリア王国やブルボン派を降伏に追い込むことに大きく貢献した。この活躍により、チャルディーニは特別な称号として1140年以降途絶えていたガエータ公に叙任されている。

### 統一以後の軍事活動
南イタリアを統治する両シチリア王国（シチリア・ブルボン朝）のフランチェスコ2世やローマ教皇ピウス9世はイタリア統一運動に否定的な態度をとっていたが、ジュゼッペ・ガリバルディによって両シチリア王国が征服されイタリア王国が成立すると、ブルボン朝への崇敬の念が強く、また熱心なキリスト教信者が多い南イタリアでは、それに抵抗するデモや反乱・ブリガンテ（「山賊」「匪賊」と和訳される）の活動が活発化した（→イタリア統一運動#南部問題の発生も参照）。そのため1861年、チャルディーニは南イタリアに派遣された。ここでチャルディーニはブリガンテやその関係者と目される人物の大量逮捕や裁判を経ない処刑、必要以上に苛烈な弾圧を実施し、それに伴う農家や一般住民への被害を出した。そのことからチャルディーニの南部住民に対する行動は21世紀現在でも物議を醸している。
チャルディーニが関与した出来事としてはポンテランドルフォとカザルドゥーニの事件が最も有名である。この事件はポンテランドルフォとカザルドゥーニという二つの農村にブリガンテが侵入したことに端を発し、特にカザルドゥーニではブリガンテ対策や治安維持のために駐屯していたイタリア王国軍兵士45名がコジモ・ジョルダーノらブリガンテによって殺害された。それを受けチャルディーニ率いる軍は二村を巻き込んでブリガンテへの報復として虐殺行為や家々への放火を行い、子供を含む一般市民にも多数の犠牲者を出した事件である。
1862年8月29日にはアスプロモンテの戦いが発生。この戦いはローマの併合を急ぎたいジュゼッペ・ガリバルディがシチリア島からローマへ向かって進軍し、一方で教皇国との軍事的衝突を避けたいイタリア王国がガリバルディを止めるため王立軍を派遣、アスプロモンテで両者が軍事衝突した事件である。結果はイタリア王国側の勝利でガリバルディは捕虜となったが、この勝利で主導的役割を果たしたのは1861年末にシチリア総監に就任しガリバルディを阻止することを決めたチャルディーニ、およびチャルディーニに派遣され実際に王立軍を指揮したエミリオ・パッラヴィチー二大佐などである。なお、ガリバルディとチャルディーニは思想の面でも対立していたことが知られており、チャルディーニはガリバルディに向けた手紙で『貴殿は王と同列にいようとする。貴殿は王について仲間のような馴れ馴れしい様子を装って語る。貴殿は、そのような奇妙な出で立ちで議会に現れて、礼儀を守る必要がないとでも思っておられるようだ。』と明確な不満を明らかにしている。
また普墺戦争に連携する形で1866年に勃発した第三次イタリア独立戦争にも指揮官として参戦し、フェラーラからイゾンツォ川へのイタリア王国軍の前進に貢献した。一方でチャルディーニやアルフォンソ・フェレロ・ラ・マルモラが率いて行われたクストーツァの戦い (1866年)は、オーストリア軍を相手に敗北を喫しており、その原因としては士官の経験不足のほか、彼ら指揮官の高齢化などが指摘されている。

### 政治・外交活動と晩年
晩年は軍人として活動を続けながらも政治家として活躍した。1860年と1861年には幼少期に育ったレッジョ・エミリアの選挙区で国会議員に選出され、1864年3月13日にヴィットーリオ・エマヌエーレ2世から上院議員に任命された。その後、1866年の第三次イタリア独立戦争が終戦すると軍隊の一線からは身を引いた。
1869年には、ヴィットーリオ・エマヌエーレ2世の命により空位となっていたスペイン王位にサヴォイア家を推すため、スペインの特使に任命された。これが外交官としてのキャリアの始まりである。1870年にはサヴォイア家出身のアマデオ1世がチャルディーニの尽力により即位した。1873年、アマデオ1世の退位と時同じくしてチャルディーニは駐仏イタリア大使になり、1881年には政界や外交官を引退した。
1892年9月8日、81歳でリヴォルノにて死去。

## チャルディーニの評価を巡る論争
イタリア統一以後、20世紀後半に至るまでの長い間、エンリコ・チャルディーニはパレストロの戦いやカステルフィダルドの戦い、ガエータ攻略やアスプロモンテの戦いなど数々の戦闘での勝利への貢献、および統一政府の脅威となったブリガンテ（「山賊」「匪賊」と和訳される）の取り締まりなどを通じてリソルジメントの英雄の一人として認識されていた。
一方で21世紀に入ると、イタリア統一の過程でとりわけ征服された南イタリア側からの観点が軽視されていたことに対する再検証と（→イタリア統一運動#南部問題の発生を参照）、チャルディーニの人物像の再検証が始まり、特にポンテランドルフォとカザルドゥーニの事件についての批判が高まっている。事件の舞台となったベネヴェント県ポンテランドルフォはチャルディーニが一般市民に対して行った虐殺の詳細が明らかになると国家的に注目を集めた。
またイタリアには広場や通りに偉人の名前を付ける慣習があり、イタリア統一から数十年にかけてはリソルジメントの英雄の一人としてチャルディーニに因んだ名前を付けることがイタリア全国各地で相次いだ。また胸像の設置や、名誉市民への認定など類似した現象も各都市で起きている。しかし21世紀にチャルディーニの認識が変化すると、彼に因んだ名前が削除もしくは修正される例が相次いだ。代表的なものはヴェネツィア、パレルモなどがある。
チャルディーニが活躍した南イタリアの中心都市ナポリでも同様の動きがある。ナポリ市議会は2016年商工会議所に設置されたチャルディーニの胸像を撤去するとともに、翌2017年には「チャルディーニ将軍が我々の領土と南イタリアで行った虐殺の犠牲者の歴史的記憶を認める行為」としてチャルディーニに与えていた名誉市民の称号を抹消することを決定している。